# 糸川嘉則
糸川 嘉則（いとかわ よしのり、1933年10月27日 - 2014年8月31日）は、日本の栄養医学者、京都大学名誉教授。

## 略歴
東京府生まれ。1952年順天堂大学医学部進学課程修了。1959年京都大学医学部卒。1965年「放射性アリチアミンの生体に対する作用」で医学博士。京大医学部衛生学科助教授、1979年教授、1997年定年退官、名誉教授、福井県立大学教授。
2011-14年仁愛大学学長。2014年8月31日、心房細動のため死去、80歳。

## 受賞・栄誉
1996年紫綬褒章受章。2008年11月瑞宝中綬章受章。
1992年ベルツ賞2等賞受賞。

## 著書
- 『ビタミンの話』金原出版 新臨床医学文庫 1982
- 『生体微量金属の話 生命を支える必須ミネラル』自然の友社 1984 アリの本 1984
- 『栄養の生理学』裳華房 生命科学シリーズ 1990
- 『妊婦のためのビタミン・ミネラル読本』メディカ出版 1990
- 『最新ビタミン学 基礎知識と栄養実践の手引き』フットワーク出版 1998
- 『栄養補助食品』金芳堂 補完・代替医療 2006

### 共編著
- 『Mgと循環器疾患』吉田政彦共編 メディカルトリビューン 1986
- 『ベッドサイドの栄養学』松倉茂共編 南山堂 1986
- 『臨床栄養学』岩崎良文共編 南江堂 栄養・健康科学シリーズ 1989
- 『New衛生公衆衛生学』桜井治彦、斎藤和雄、広畑富雄共編 南江堂 1990
- 『アルコールと栄養 お酒とうまく付き合うために』安本教伝、栗山欣弥共責任編集 光生館 1992
- 『毒性試験講座 16 食品,食品添加物』責任編集 地人書館 1992
- 『公衆衛生学』編著 光生館 1993 栄養士養成シリーズ
- 『栄養学総論』柴田克己共編 南江堂 栄養・健康科学シリーズ 1994
- 『生体内金属元素』五島孜郎共責任編集 光生館 1994
- 『患者指導のための病気と栄養』松倉茂、清野裕共編 南山堂 1995
- 『マグネシウム 成人病との関係』斉藤磤共編著 光生館 1995
- 『がんの予防 ビタミンによるがんの化学予防』日本ビタミン学会監修 美濃真,小林正共編 学会センター関西 健康の科学シリーズ 1997
- 『栄養・運動・休養』日本栄養・食糧学会監修 弓狩康三共編 学会センター関西 健康の科学シリーズ 1998
- 『ミネラルの事典』編 朝倉書店 2003
- 『健康水健康食品-その「科学的安全性」を問う- 機能水・機能性食品時代が到来』他共著 東京教育情報センター 2005
- 『看護・介護・福祉の百科事典』総編集 交野好子,成清美治,西尾祐吾編 朝倉書店 2008
- 『サプリメントを考える』京都健康フォーラム監修 今西二郎編著 伊藤壽記,蒲原聖可,内藤裕二共著 建帛社 人と食と自然シリーズ 2012

## 注
1. ↑  糸川嘉則氏が死去　京都大学名誉教授 日本経済新聞 2014年9月1日
2. ↑  
木村 美恵子「故 糸川嘉則先生を偲んで」『日衛誌』2015年1月、第70巻第1号、p95-p96
3. ↑  “中綬章受章者の顔触れ(1)”.  四国新聞社 (2008年11月3日). 2023年6月17日閲覧。
4. ↑  『現代日本人名録』